# إسحاق اتانجا
إسحاق اتانجا (بالإنجليزية: Isaac Atanga)‏ هو لاعب كرة قدم غاني في مركز الهجوم، ولد في 29 يوليو 2000 في غانا. لعب مع نادي نوردشيلاند.

## وصلات خارجية
- إسحاق اتانجا على موقع اتحاد النرويج (النرويجية)
- إسحاق اتانجا على موقع اتحاد تركيا (لاعب) (الإنجليزية)
- إسحاق اتانجا على موقع الدوري الأمريكي (الإنجليزية)
- إسحاق اتانجا على موقع قاعدة بيانات كرة القدم.إي يو (الإنجليزية)
- إسحاق اتانجا على موقع Soccerway.com (الإنجليزية)
- إسحاق اتانجا على موقع عالم كرة القدم.نت (الإنجليزية)